# Le Vent du Nord
Pour le film russe sorti en 2021, voir Le Vent du Nord (film).
Le Vent du Nord est un groupe de musique traditionnelle québécoise formé en 2002. Le groupe est considéré comme l'un des principaux ambassadeurs de la musique traditionnelle québécoise.

## Biographie

### Formation et membres
Le groupe comprend Nicolas Boulerice (vielle à roue, piano, accordéon, voix), Olivier Demers (violon, guitare, voix), Simon Beaudry (guitare, bouzouki, voix) et Réjean Brunet (accordéon, basse, piano, voix). En 2018, André Brunet (violon, voix) a intégré la formation. En 2023, Simon Beaudry a quitté le groupe, André Gagné lui a succèdé.

### Carrière et réalisations
Le Vent du Nord a donné plus de 2000 concerts à travers le monde. Le groupe se produit régulièrement en Amérique du Nord, en Europe et en Océanie. Il a joué dans 42 États américains.
Le Vent du Nord a notamment remporté le Grand prix de l'Académie Charles-Cros en France en 2012 et le prix Songlines dans la catégorie Amériques en 2023.

### Style musical
La musique du Vent du Nord puise dans le répertoire traditionnel québécois tout en y apportant une touche contemporaine. Leur répertoire comprend des chansons à répondre, des reels, des complaintes et des compositions originales abordant souvent des thèmes historiques ou sociaux liés au Québec.

### 20 printemps- 20e anniversaire
Pour célébrer son 20e anniversaire, Le Vent du Nord a lancé son 11e album "20 printemps" au début de 2022. Ce spectacle, mis en scène par Dominic Champagne, a présenté une scénographie élaborée avec des éléments de décor lumineux et a voyagé à travers le Québec ainsi qu'à l'international jusqu'en avril 2023. Les célébrations ont inclus une performance au Festival en chanson de Petite-Vallée le 29 juin 2022.
L'album "20 printemps", qui mélange répertoire traditionnel et compositions originales, a reçu un accueil critique favorable,.

### Collaborations
Le groupe a collaboré avec l'Orchestre symphonique de Québec en 2009 pour l'album "Le Vent du Nord symphonique". Ils ont également collaboré avec le groupe écossais Breabach. En 2022, Le Vent du Nord a participé à un concert symphonique intitulé "Noël métissé serré" avec l'Orchestre symphonique de Montréal, sous la direction de Jean-François Rivest, dans un spectacle narré par Boucar Diouf et mis en scène par Denis Bouchard.

#### Projet SOLO

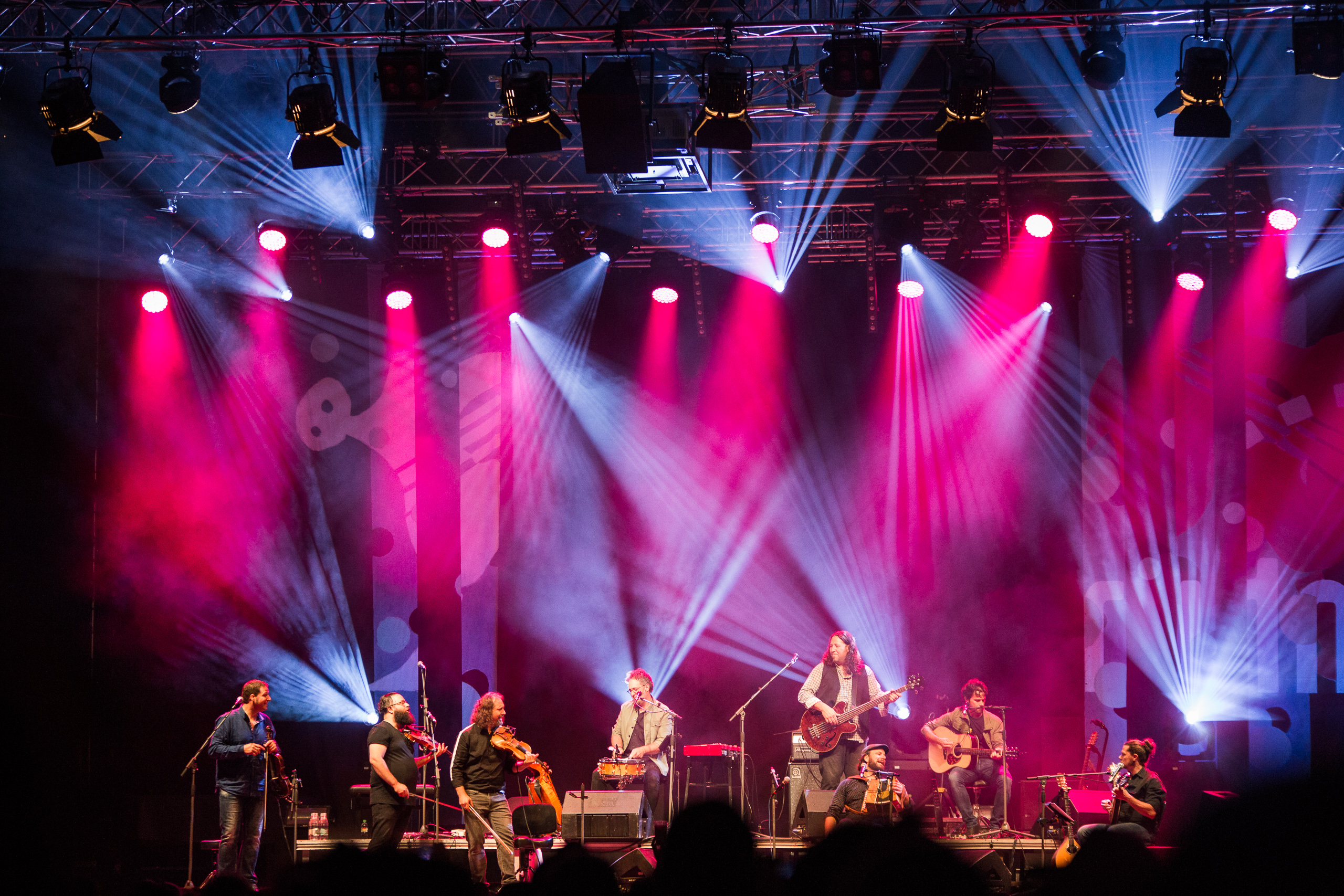
Solo au Rudolstadt-Festival en 2018

Les formations Le Vent du Nord et De Temps Antan souhaitent collaborer depuis 2008 lorsque De Temps Antan participe à l'enregistrement de l'album Mesdames et Messieurs!. C'est en 2016 que les deux formations, sous le nom collectif SOLO, crée un spectacle qu'ils présentent dans les salles du Québec. Le spectacle propose des morceaux de leur répertoire respectif ainsi que de nouvelles compositions.
À la suite des tournées, les formations enregistrent un album tiré de ce projet nommé : Notre album SOLO qui est mis en vente le 1er novembre 2018. En 2019, l'album remporte le Félix de l'album traditionnel de l'année au Gala de l'ADISQ.

### La Veillée de l'avant-veille
Le Vent du Nord organise annuellement "La Veillée de l'avant-veille", un concert-événement qui se tient traditionnellement le 30 décembre à Montréal. Cet événement, qui combine musique et danse traditionnelles, est devenu un rendez-vous incontournable de la scène culturelle montréalaise durant le temps des Fêtes. La soirée se déroule généralement en trois parties : un premier groupe invité, suivi d'une performance du Vent du Nord, et enfin une session de danse avec tous les musiciens et un câlleur invitant le public à participer. En 2022, pour sa 25e édition, l'événement s'est tenu au MTelus, une salle plus grande que le Club Soda habituel, permettant d'accueillir plus de danseurs.

## Formation

### Membres
Le Vent du Nord est composé de:
- André Gagné (voix, guitare, bouzouki irlandais)
- Nicolas Boulerice (voix, vielle à roue, accordéon à touches piano, piano).
- André Brunet (voix, violon, podorythmie)
- Réjean Brunet (voix, accordéon diatonique, guitare basse acoustique, piano et guimbarde),
- Olivier Demers (voix, violon, podorythmie, mandoline et guitare)

### Anciens Membres
- Simon Beaudry (voix, guitare, bouzouki irlandais)
- Sébastien Dufour : voix et guitare
- Frédéric Samson : voix et basse
- Benoit Bourque : voix, accordéon diatonique, mandoline, os et podorythmie
- Bernard Simard : voix et guitare

## Prix et distinctions
- 2023: Gagnant au gala de l'ADISQ d'un Prix Félix- Album  de l'année - traditionnel pour Les Voix du Vent - Le Vent du Nord, Quatuor Trad et Philippe Prud'homme[23]
- 2022: Gagnant au gala de l'ADISQ d'un Prix Félix- Album  de l'année - traditionnel pour 20 printemps[24]
- 2022 : Nommé aux Prix de musique folk canadienne - Groupe vocal de l’année
- 2022 : Nommé aux Prix de musique folk canadienne - Album traditionnel de l'année pour 20 printemps[25]
- 2020 : Nommé aux prix Opus - Concert de l'année - Musique traditionnelle québécoise pour Territoires
- 2020 : Nommé aux prix Opus - Album de l'année - Musique du monde et traditionnelle québécoise pour Territoires
- 2020 : Nommé aux prix Opus - Album de l'année - Musique du monde et traditionnelle québécoise pour Notre album solo avec De temps antan
- 2019 : Gagnant au gala de l'ADISQ d'un Félix - Album traditionnel de l'année pour Notre album solo avec Le Vent du Nord & De temps antan[18]
- 2019]: Nommé au gala de l'ADISQ - Album traditionnel de l'année pour Territoires
- 2019 : Récipiendaire du Grand Prix Desjardins de la culture de Lanaudière / musique
- 2019 : Récipiendaire du prix Édith Butler - Francophonie canadienne – Offert par Bell Média au Gala de la fondation SPACQ
- 2018 : Gagnant d'un prix Opus au gala des prix Opus - Concert de l'année 2016-2017 - musique du monde pour Solo avec De temps Antan[26]
- 2015 : Gagnant d'un Félix au gala de l'ADISQ - Album traditionnel de l'année pour Têtu[27]
- 2015 : Gagnant du Prix Pont Transatlantique par Babel Med Music/ Mundial Montréal[28]
- 2015 : Nommé aux Prix de la musique folk canadienne - Album traditionnel de l'année pour Têtu[29]
- 2013 : Nommé aux prix Juno - Album traditionnel de l'année pour Tromper le temps[30]
- 2012 : Introduit dans l'Order of the Porcupine Hall of Fame de l'émission de radio torontoise "Back to the sugar camp"!
- 2012 : Récipiendaire du Grand Prix du disque Charles-Cros - Musique du monde pour l'album Tromper le Temps[31]
- 2012 : Nommé au gala de l'ADISQ - Album traditionnel de l'année pour Tromper le temps[32]
- 2012 : Nommé aux Prix de la musique folk canadienne - Album traditionnel de l'année pour Tromper le temps
- 2012 : Nommé aux Prix de la musique folk canadienne - Groupe de l'année[33]
- 2011 : Récipiendaire du Micro d'art 103,5 au gala des Excelsiors de la Chambre de commerce du Grand Joliette
- 2011 : Gagnant d'un prix Juno - Album traditionnel de l'année pour La part du feu[30]
- 2010 : Nommé au gala de l'ADISQ - Album traditionnel de l'année pour La part du feu[34]
- 2010 : Gagnant du prix Prix de la musique folk canadienne - Groupe de l'année
- 2010 : Nommé au Prix de la musique folk canadienne - Album traditionnel de l'année pour La Part du feu
- 2010 : Nommé au Prix de la musique folk canadienne - Artiste de l'année - Musique du monde - Groupe[35]
- 2009 : Nommé au gala de l'ADISQ - Album traditionnel de l'année pour Mesdames et messieurs![36]
- 2008 : Nommé aux Prix de la musique folk canadienne - Album traditionnel de l'année pour Dans les airs!
- 2008 : Nommé aux Prix de la musique folk canadienne - Groupe de l'année aux Prix de la musique folk canadienne[37]
- 2008 : Nommé au gala de l'ADISQ - Album traditionnel de l'année pour Dans les airs[38]
- 2006 : Récipiendaire du Prix du meilleur artiste traditionnel (décerné par le North American Folk Music and Dance Alliance)[39]
- 2005 : Gagnant aux Prix de la musique folk canadienne - Album traditionnel de l'année pour Les amants du St-Laurent[40]
- 2005 : Nommé au gala de l'ADISQ - Album traditionnel de l'année pour Les amants du St-Laurent[41]
- 2005 : Nommé aux prix Opus - Spectacle world/jazz de l'année
- 2004 : Nommé au gala de l'ADISQ - Album traditionnel de l'année pour Maudite moisson![42]
- 2004 : Gagnant d'un prix Juno - Album traditionnel de l'année pour Maudite moisson![30]